# Оберемченко Яків Васильович
Я́ків Васи́льович Обере́мченко — український кардіолог. Доктор медичних наук. Професор. Засновник Донецького обласного товариства кардіологів.

## Життєпис
Учень Мойсея Франкфурта. 1956 року захистив кандидатську дисертацію «Зміни нирок при хронічній недостатності кровообігу (клініка та патологія застійної нирки)».
Працював у Донецькому медичному інституті (нині Донецький національний медичний університет імені Максима Горького). Завідувач кафедри пропедевтики внутрішніх хвороб у 1976—1991 роках.
Розробив єдину методичну систему навчання пропедевтики внутрішніх хвороб, програму для студентів стоматологічного факультету. Автор тренажерів для перкусії легенів, що увійшли в Державний реєстр винаходів, та 10 навчальних посібників.

## Праці
- Оберемченко Я. В., Потапов Ю. А., Астахов А. Л., Игнатенко Т. С. Подбор индивидуальной терапии гипертрофической обструктивной кардиомиопатии по данным острых фармакологических проб //Український кардіологічний журнал. — 1996. — № 3. — Додаток. — С. 215.
- Оберемченко Я. В., Игнатенко Т. С., Ананченко О. В., Потапов Ю. А., Астахов А. Л., Игнатенко Г. А. Фармакологические тесты в диагностике гипертрофической обструктивной кардиомиопатии //Актуальные проблемы экспериментальной и клинической медицины: Сборник научных трудов. — Ч. 3. — Донецк, 1994. — С. 99—101.
- Фаерман А. А., Оберемченко Я. В., Потапов Ю. А., Игнатенко Т. С., Астахов А. Л. Обоснования рациональной фармакотерапии гипертрофической обструктивной кардиомиопатии по данным эхокардиографии //Актуальні питання педагогіки, експериментальної та клінічної медицини: Республіканська зб. наукових праць. — Донецк, 1995. — Т. 3. — С. 240—243.
- Оберемченко Я. В., Игнатенко Г. А., Синяченко О. В., Антонов А. А., Бурцева Л. А., Фаерман А. А., Потапов Ю. А. Фармакотерапия гипертрофической обструктивной кардиомиопатии //Тезисы докладов Республиканской научной конференции «Новое в клинической фармакологии, фармакотерапии заболеваний внутренних органов». — Харьков, 1993. — С. 155.
- Бурцева Л. А., Игнатенко Т. С., Оберемченко Я. В., Антонов А. А., Потапов Ю. А., Тараган С. Ф. Ультразвуковые критерии диагностики гипертрофической обструктивной кардиомиопатии //Тезисы докладов юбилейной научной конференции, посвященной проф. Л. Г. Завгороднему. — Донецк. — Ч. 2. — С. 64—65.
- Оберемченко Я. В., Бурцева Л. А., Фаерман А. А., Игнатенко Т. С., Потапов Ю. А. Зависимость структурных изменений сердца от фракции выброса крови в процессе фармакологических проб (на модели гипертрофической кардиомиопатии) //Тезисы докладов XI областной научной конференции морфологов. — Донецк, 1994. — С. 124.
- Оберемченко Я. В., Фаерман А. А., Потапов Ю. А., Игнатенко Т. С., Астахов А. Л. Митральная регургитация при гипертрофической обструктивной кардиомиопатии //Матеріали наукової конференції «Актуальні питання теоретичної та клінічної медицини на сучасному рівні». — Полтава, 1996. — С. 283—284.